# Дворец Кляйна
Дворец Кляйна (чеш. Kleinův palác) — неоренессансное здание в центре Брно, на площади Свободы (чеш. náměstí Svobody). Охраняется как памятник культуры с 1958 года.

## История
На месте нынешнего здания стоял дом «U zlaté kule», купленный в 1842 году, а затем снесённый Францем Кляйном (нем. Franz Klein), австрийским предпринимателем из известной семьи Кляйнов. С 1847 по 1848 год он построил новую семейную резиденцию по проекту архитекторов Людвига фон Фёрстера и Теофила фон Хансена. Главный фасад дома украсили литыми чугунными эркерами, которые указывали на основной источник дохода Кляйнов — чёрная металлургия и были отлиты на принадлежащем семье металлургическим заводом в Соботине.
Сын Франца Кляйна, Франц Кляйн второй в 1880 году завещал дворец своей сестре Марии Кляйн, вышедшей замуж за известного юриста и политика Эдуарда Ульриха. С 1885 года совладельцем дворца был их сын Эдуард Ульрих младший, также юрист и политик. После его самоубийства в 1904 году наследники продали дворец производителю музыкальных инструментов Карлу Бухту. Его потомки владели дворцом до 1945 года, а в 1949 году он перешёл в собственность города Брно и перестал быть жилым. В последующие десятилетия здание разрушалось из-за действий различных организаций, которые проводили хаотичную перепланировку помещений. Здание также пострадало из-за пожара и протечек воды.
В 1994 году дворец перешёл в собственность пражского филиала банка Crédit Lyonnais, который с 1995 по 1997 годы полностью отремонтировал его за 80 миллионов чешских крон, за что получил а аренду часть здания на 90 лет. Проект реконструкции был разработан архитектурным бюро «К4» и предусматривал, среди прочего, проведение современных инженерных систем, строительство лифта и создание атриума, перекрытого стеклянной крышей. 
В 2003 году Crédit Lyonnais был куплен финансовым конгломератом Crédit Agricole, который покинул чешский банковский рынок в 2012 году и продал свои права на помещения в дворце Кляйна.
По состоянию на 2024 год в здании работает несколько магазинов, располагается информационный центр библиотеки Иржи Магена и брненский филиал Чешской коллегии адвокатов.

## Галерея

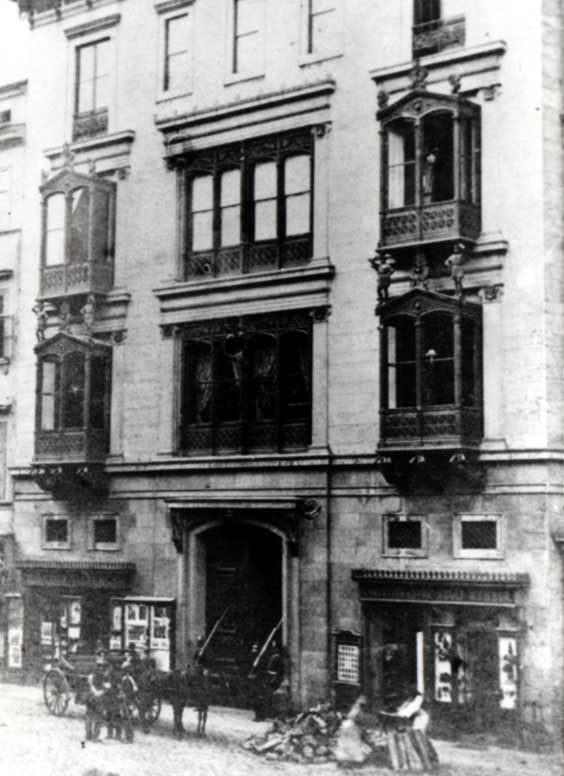
Фотография здания (1866 год)
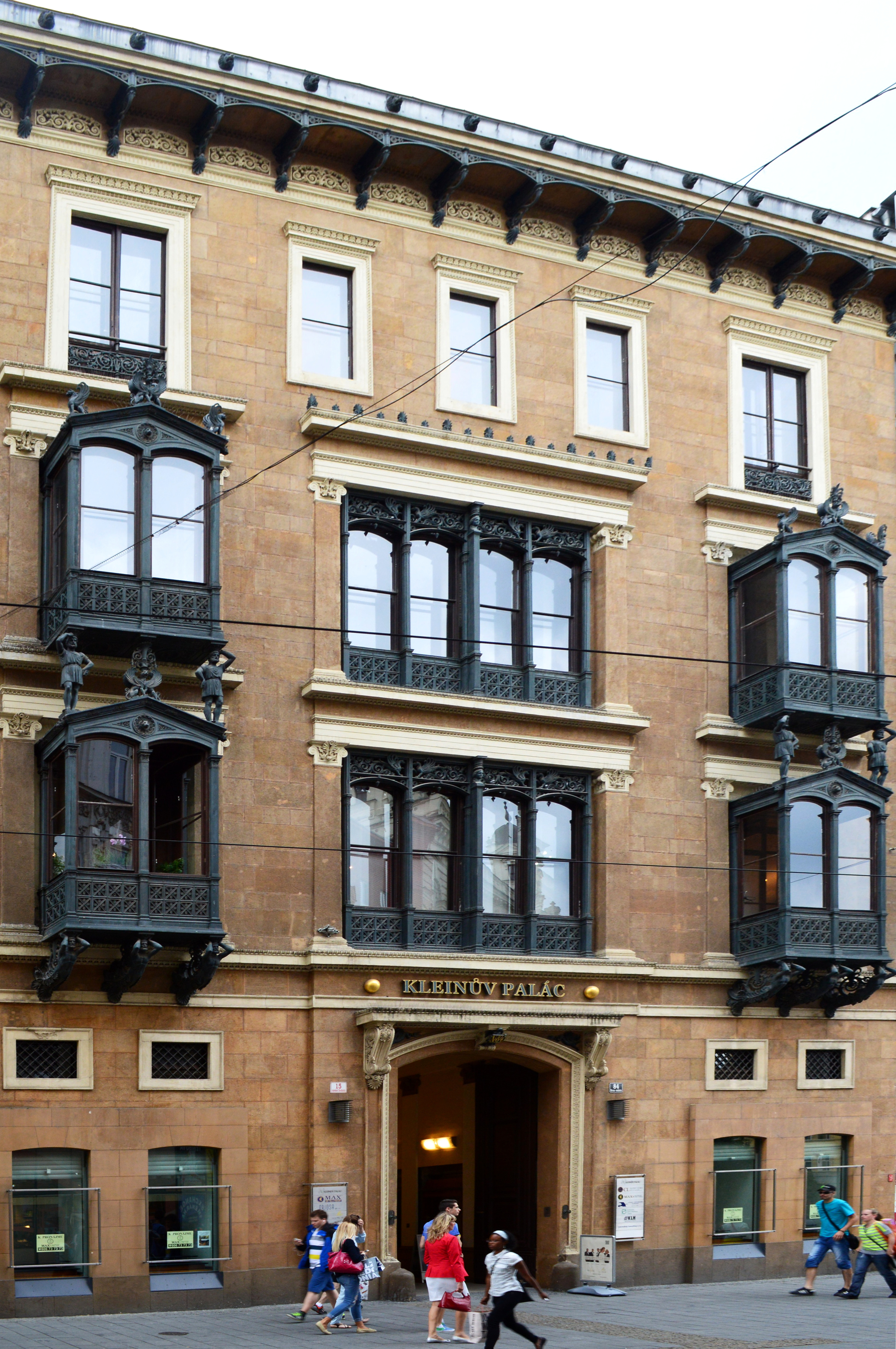
Фасад здания с чугунными декоративными элементами
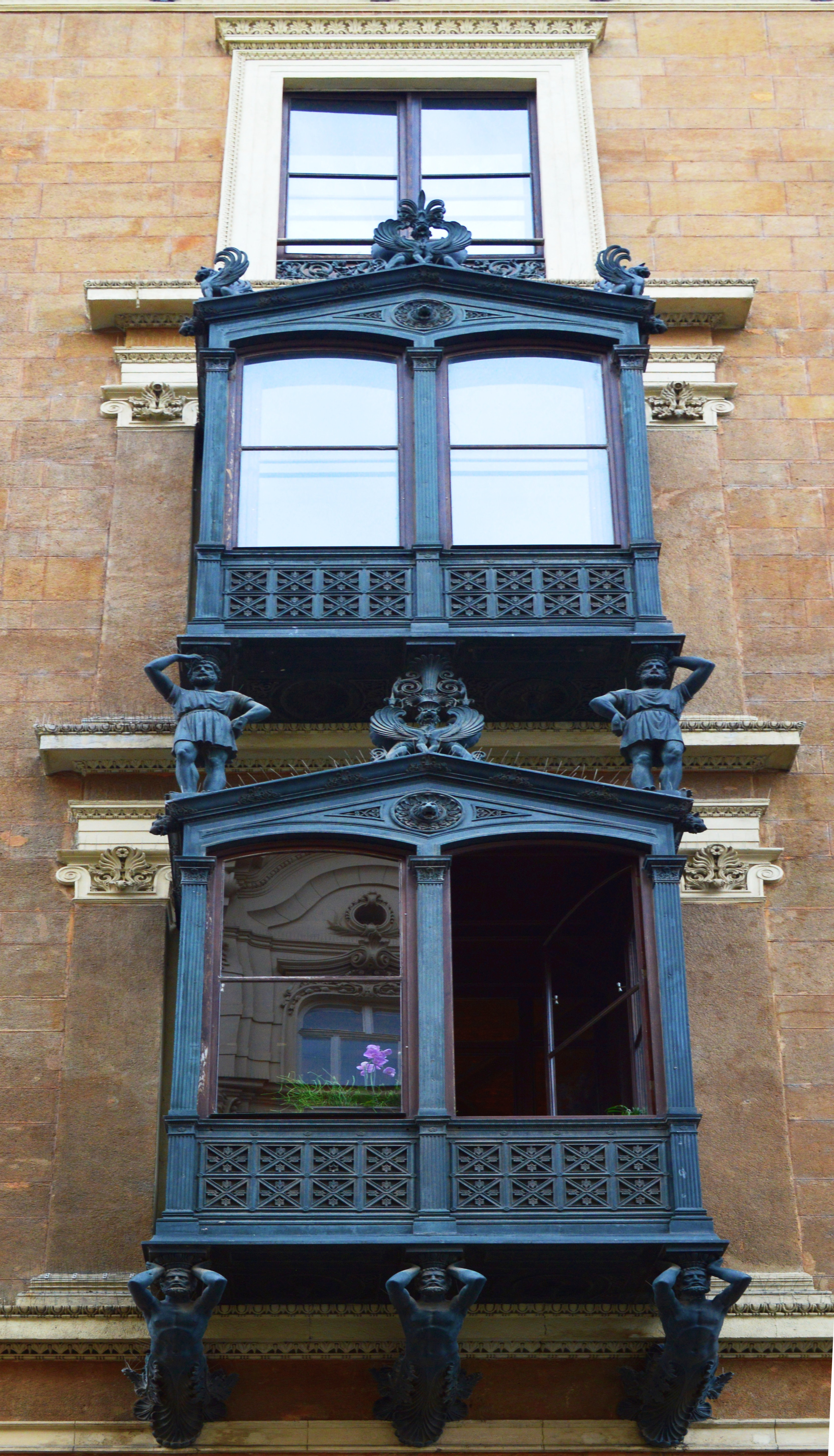
Эркеры здания
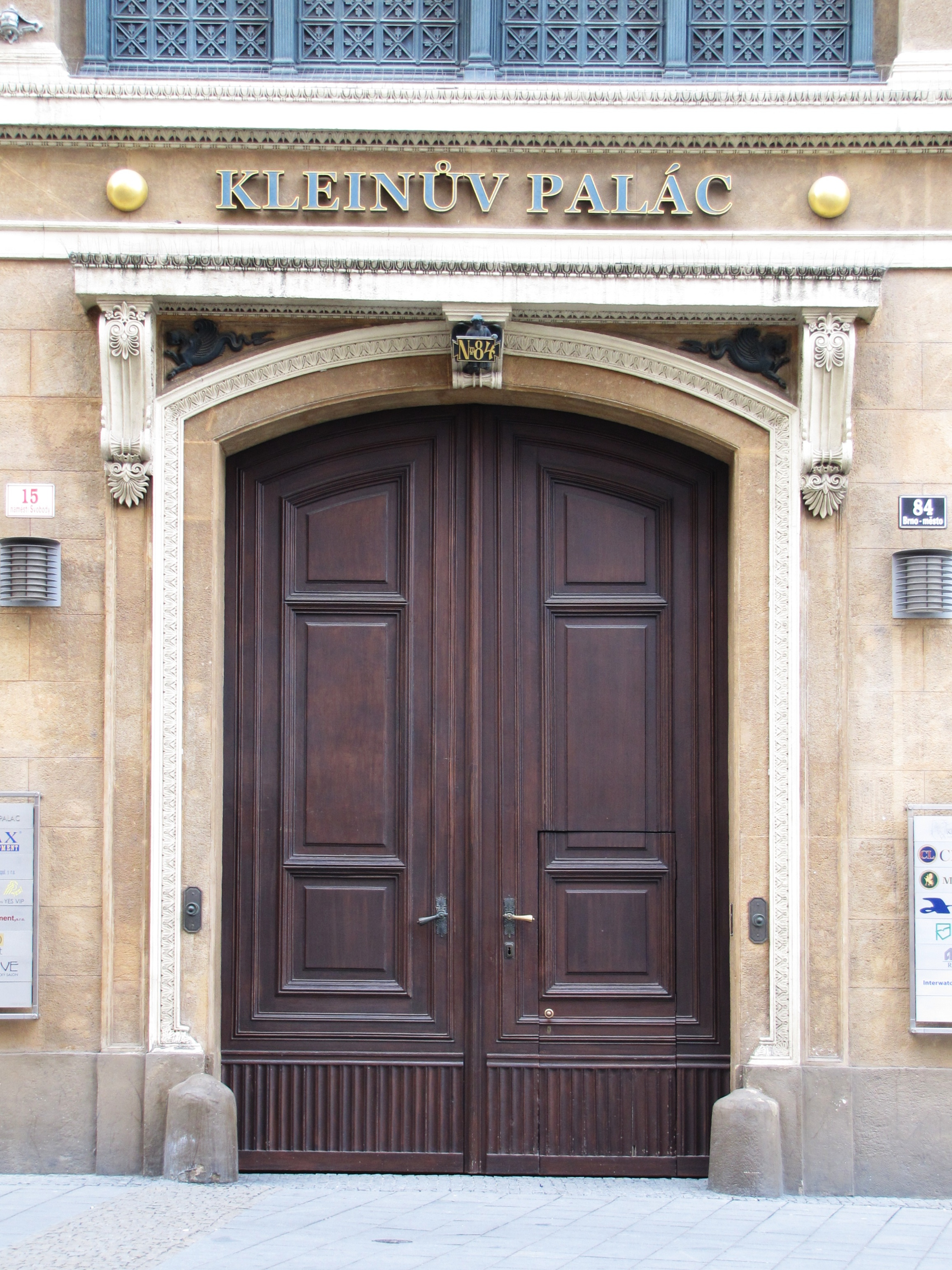
Портал здания
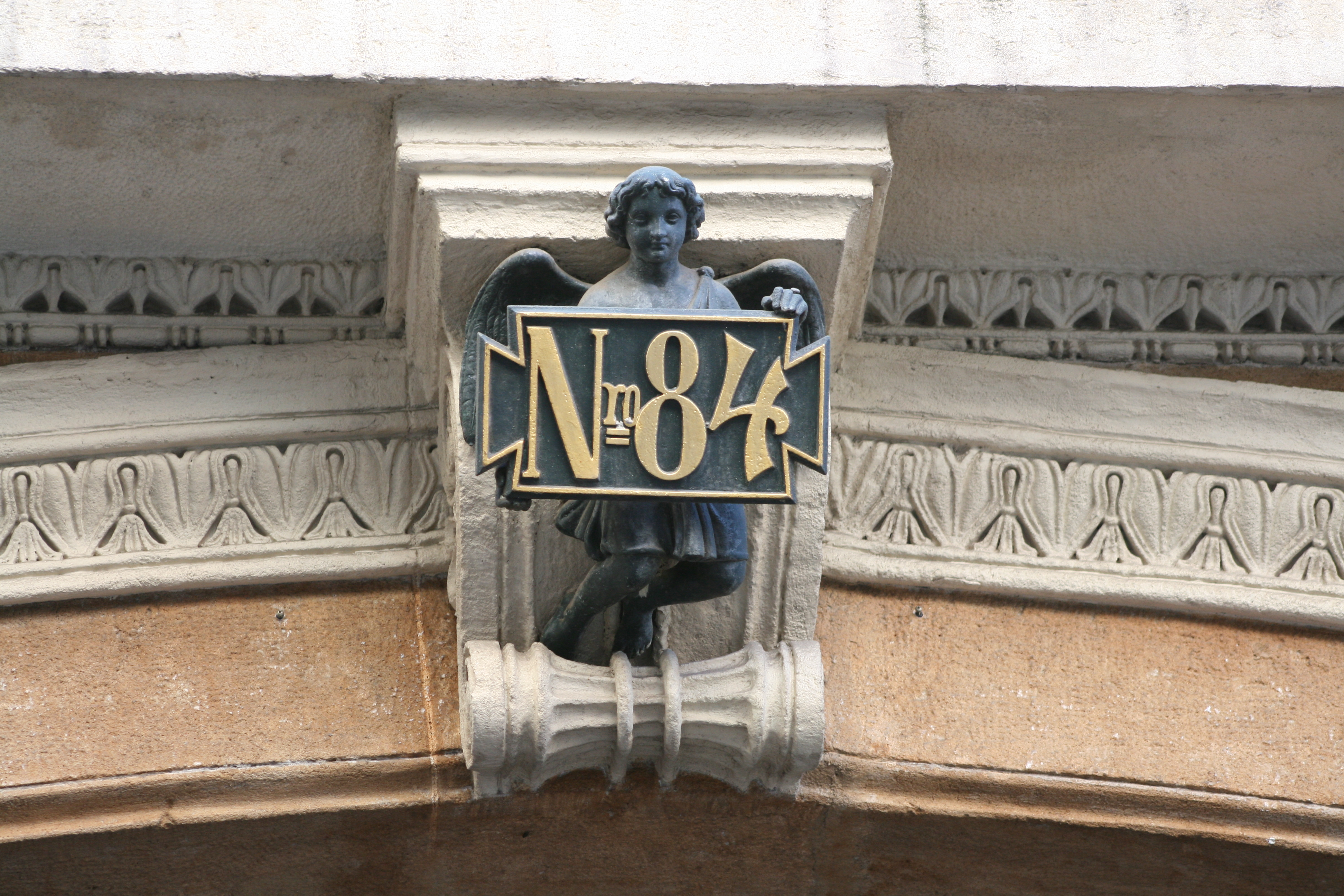
Маскарон портала
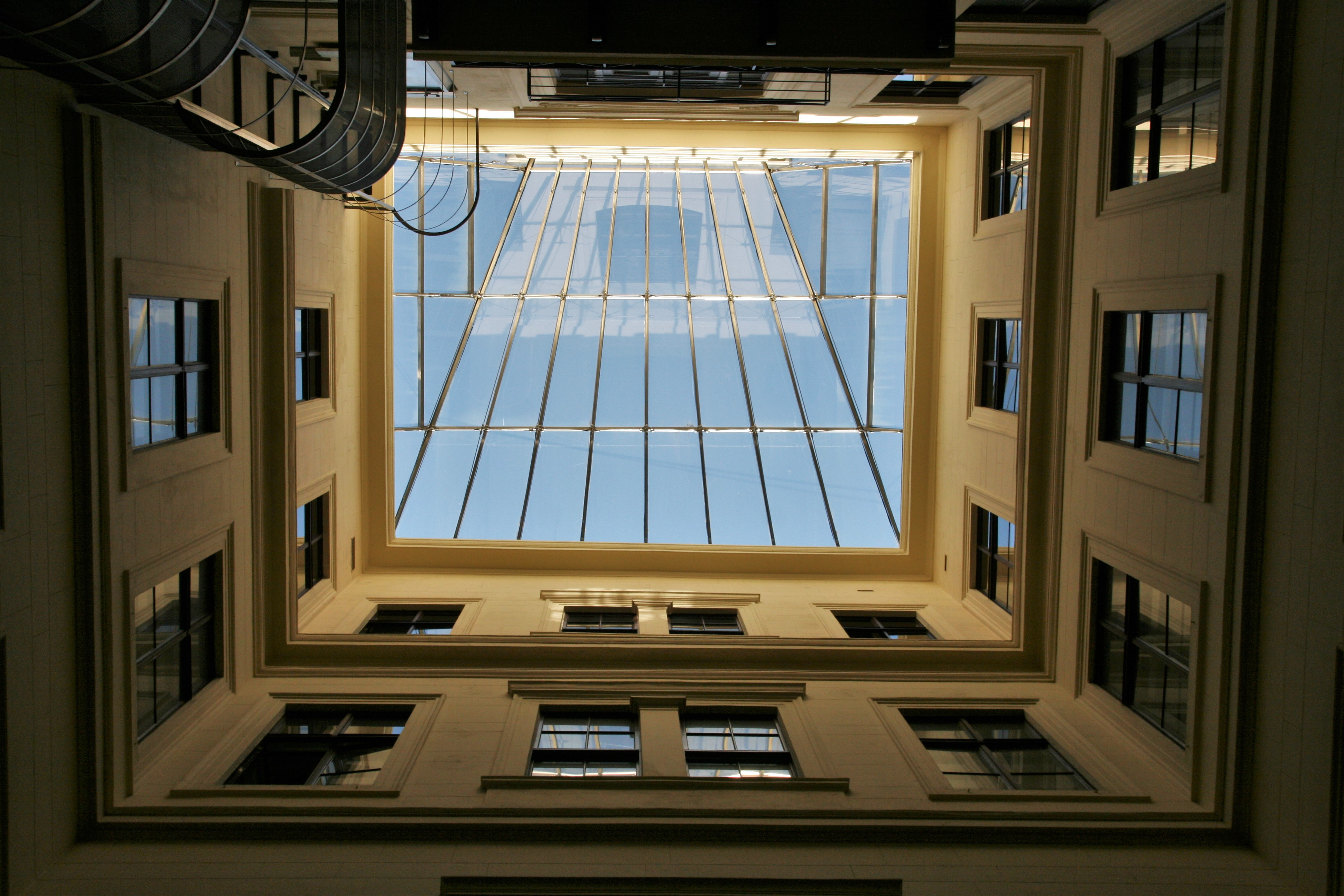
Фонарь атриума